# Coniopteryx (Xeroconiopteryx) tillyardi
Coniopteryx (Xeroconiopteryx) tillyardi is een insect uit de familie van de dwerggaasvliegen (Coniopterygidae), die tot de orde netvleugeligen (Neuroptera) behoort. 
Coniopteryx (Xeroconiopteryx) tillyardi is voor het eerst wetenschappelijk beschreven door Meinander in 1972.